# Simplice (pape)
Pour les articles homonymes, voir Simplicius et Simplice.
Simplice (en latin : Simplicius), né à Tivoli vers 420 et mort à Rome le 10 mars 483, est un évêque de Rome qui accède à l'épiscopat le 3 mars 468. 
Son épiscopat, qui voit se succéder cinq empereurs romains éphémères, le siège de Rome par Ricimer en 472, la déposition de Romulus Augustule en 476 et la prise de pouvoir du patrice germain Odoacre sur la péninsule italienne, est marqué par la recrudescence de la christologie monophysite en Orient et par les prémices du schisme d'Acace à l'encontre desquels Simplice s'efforce sans grand succès de défendre l'orthodoxie chalcédonienne.  
Selon le comput de la tradition catholique, qui le considère comme saint et célèbre sa mémoire liturgique le 10 mars, il est le 47e évêque de Rome.

## Éléments biographiques
Ce qui est connu de Simplice l'est essentiellement au travers de son activité en matière de discipline ecclésiastique en Occident et de ses échanges épistolaires avec les autorités ecclésiales et impériales d'Orient. Hors de ces éléments, on connaît de lui peu de choses et il n'existe pas d'élément qui le rattache à l'importante succession d'événements militaires et politiques qui se déroulent durant son épiscopat.  

### Épiscopat
Si l'on en croit le Liber Pontificalis, il est né à Tivoli vers 420, fils d'un certain Castinus ou Costinus. Il est élu au siège épiscopal romain le 3 mars 468, succédant à Hilaire après une vacance de dix jours.

#### Relations avec l'Orient
C'est probablement à cause du vide politique laissé en Occident à la suite des bouleversements dont il est contemporain que Simplice est contraint de se retourner vers les empereurs d'Orient afin de chercher un soutien dans sa défense de l'orthodoxie chalcédonienne, poursuivant la voie tracée par son prédécesseur Léon Ier. Au début de son règne, il s'élève cependant contre la prétention du patriarche Acace de Constantinople de faire reconnaître le canon 28 du concile de Chalcédoine qui, déjà rejeté par Léon, accorde à la capitale orientale une place d'honneur équivalente à celle de Rome. 
Il faut néanmoins attendre 476 pour trouver trace des premiers échanges entre Simplice et les autorités impériales orientales, lorsqu'il adresse une série de lettres à l'usurpateur byzantin Basiliscus, tentant vainement d'infléchir ses prises de positions en faveur des monophysites dont ce dernier place des représentants sur les grands sièges épiscopaux d'Orient tout en anathémisant le Tome de Léon Ier. Le rétablissement de l'empereur byzantin Zénon ne garantit pas pour autant le retour de l'orthodoxie, ce dernier cherchant à établir, en compagnie d'Acace, une politique de compromis irénique, tentant de mettre un terme aux controverses christologiques entre chalcédoniens et monophysites. 
Différents courriers envoyés aux princes et prélats orientaux attestent que Simplice s'efforce — vainement — d'exercer auprès d'eux une influence en faveur du parti chalcédonien. En 479, il doit accepter à contrecœur la nomination de l'évêque monophysite Pierre le Foulon au siège d'Antioche et, à partir de cette période, il est largement ignoré des autorités impériales et patriarcales d'Orient auprès desquelles ses reproches et remontrances restent lettre morte : son opposition à la nomination de Pierre Monge au siège Alexandrie a d'autant moins d'effet qu'il défend le candidat orthodoxe Jean Talaia tandis qu'Acace et Zénon travaillent à une réconciliation avec le premier, qui prend bientôt la forme de l'édit d'union que constitue l'hénotique, qui paraît en mars 483.

#### Discipline ecclésiastique
En Italie, surviennent en 476 la déposition de Romulus Augustule et l'accession comme patrice d'Italie du patrice germain Odoacre, avec lequel Simplice semble s'accommoder ; il s'accorde avec ce dernier pour que le patrice, à l'instar de ce que faisait traditionnellement l'empereur, confirme l'élection de l'évêque romain.  
Simplice tente de maintenir l'autorité du siège romain en Occident, censurant par exemple certains évêques italiens qui outrepassent leurs prérogatives. Ainsi, il retire à l'évêque d'Altinum le droit de faire des ordinations et rappelle à ses collègues évêques suburbicaires du Picénum qu'ils ne doivent pas conserver plus d'un quart des revenus de l'Église. À cette époque, le pouvoir ecclésiastique de l'évêché de Ravenne est monté en puissance et Simplice menace l'évêque Jean II de Ravenne de lui retirer ses droits métropolitains, lui reprochant d'avoir élevé au siège épiscopal de Modène le clerc Gregorio qui ne le souhaitait pas. Hors d'Italie, Simplice est le premier prélat romain à mandater un « vicaire du siège de Rome » (vicaria sedis nostrae) en Espagne, en la personne de Zénon de Séville.  
À Rome, il consacre 58 prêtres — un nombre relativement élevé — et, consécutivement à l'évolution de la géographie ecclésiastique de la ville, affecte aux trois grandes basiliques hors-les-murs une partie du clergé des paroisses environnantes pour y assurer baptêmes et enterrements.  
Simplice connaît une longue agonie durant laquelle il confie la direction de l'Église romaine au préfet du prétoire Caecina Decius Maximus Basilius le Jeune (en). Celui-ci profite de sa position et réunit une forme de synode rassemblant le clergé romain, des évêques ainsi qu'un groupe de laïcs : un décret en résulte qui d'une part, pour éviter les simonies et les trafics d'influence, soumet l'élection de l'évêque romain à l'approbation du Sénat et, d'autre part, afin de limiter l'enrichissement de l'évêque et l'empêcher de thésauriser les donations de l'aristocratie évergète, lui interdit d'aliéner les biens ecclésiastiques et la vaisselle liturgique. Le successeur de Simplice, Félix, élu par cette assemblée, est ainsi issu lui-même de l'ordre sénatorial.  
Simplice meurt le 10 mars 483 et est inhumé auprès de Léon Ier dans l'ancienne basilique Saint-Pierre.

### Action édilitaire
C'est sous son pontificat qu'est bâtie l'église Saint-Étienne-le-Rond et que, pour la première fois, un édifice public est transformé en église : il s'agit de la basilique de Junius Bassus située sur l'Esquilin qui devient église Sant'Andrea Catabarbara. On lui doit également, d'après le Liber Pontificalis, la transformation d'une nymphée en l'église Santa Bibiana.

### Célébration
Son mémoire liturgique, inscrit le 2 mars au Martyrologe romain, est célébrée depuis 1971 à la date du 10 mars.